# Walter Lichel
Walter Lichel (Stolp, 1º maggio 1885 – Bärnau, 10 dicembre 1969) è stato un generale tedesco della Wehrmacht durante la seconda guerra mondiale.
Il 1º novembre 1903, Lichel entrò nell'esercito imperiale tedesco venendo inquadrato nell'83º reggimento di fanteria. Venne promosso tenente il 18 maggio 1905 e con tale grado prestò servizio nella prima guerra mondiale.
Dopo la guerra passò al Reichswehr e fu impiegato come comandante di diverse unità. Il 1º settembre 1934 venne promosso colonnello; il 1º ottobre 1936 gli venne assegnato il comando del 22º reggimento di fanteria. Venne promosso maggiore generale dal 1º febbraio 1938. Il 10 novembre 1938 divenne comandante della 3ª divisione di fanteria, col quale prese parte l'anno successivo all'invasione della Polonia. Promosso tenente generale il 1º febbraio 1940, dal 5 ottobre 1940 al 5 agosto 1941 fu comandante della 123ª divisione di fanteria, divisione con la quale venne schierato sul fronte orientale. Dal 5 agosto 1941 al 31 agosto 1944, venne ricoverato in ospedale per le ferite subite. Promosso generale di fanteria il 1º dicembre 1942 mentre era ancora in ospedale, una volta dimesso dal 1º novembre 1944 al 13 aprile 1945, fu comandante generale del vice comando generale XI. Armee Korps.
Arrestato dalle forze alleate nel 1945, venne liberato nel 1947 e si ritirò a vita privata.